# Carlos González (baseballista)
Carlos Eduardo González (ur. 17 października 1985) – wenezuelski baseballista, który występował na pozycji zapolowego.

## Przebieg kariery
W 2002 roku podpisał kontrakt jako wolny agent z Arizona Diamondbacks, ale występował jedynie w klubach farmerskich tego zespołu. W grudniu 2007 w ramach wymiany zawodników przeszedł do Oakland Athletics. W Major League Baseball zadebiutował 30 maja 2008 w meczu przeciwko Texas Rangers, w którym dwukrotnie zaliczył double. W listopadzie 2008 został oddany do Colorado Rockies.
W sezonie 2010 zwyciężył w National League w klasyfikacji pod względem średniej uderzeń (0,336), zaliczył najwięcej uderzeń (197) i najwięcej baz ogółem (351), otrzymał Złotą Rękawicę oraz nagrodę Silver Slugger Award, a w głosowaniu do nagrody dla najbardziej wartościowego zawodnika, zajął 3. miejsce za Joeyem Votto z Cincinnati Reds i Albertem Pujolsem z St. Louis Cardinals.
W styczniu 2011 podpisał nowy, siedmioletni kontrakt wart 80 milionów dolarów. W 2012 po raz pierwszy w karierze wystąpił w Meczu Gwiazd i po raz drugi otrzymał Złotą Rękawicę.

## Nagrody i wyróżnienia
| Nagroda/wyróżnienie     | Lata             | Źródło       |
| 3× All-Star             | 2012, 2013, 2016 | [ 3 ]        |
| 3× Gold Glove Award     | 2010, 2012, 2013 | [ 5 ] [ 10 ] |
| 2× Silver Slugger Award | 2010, 2015       | [ 3 ] [ 6 ]  |